# Liberatia diandra
Liberatia es un género monotípico de plantas con flores perteneciente a la familia Acanthaceae. Su única especie: Liberatia diandra, es una planta herbácea natural de Brasil.

## Taxonomía
Liberatia diandra fue descrita por (Nees) Rizzini y publicado en Boletim do Museu Nacional de Rio de Janeiro. Botanica 8: 21. 1947.
Sinonimia
- Lophostachys diandra Nees	[2]